# Liste der Kulturdenkmäler in Bannberscheid
In der Liste der Kulturdenkmäler in Bannberscheid sind alle Kulturdenkmäler der rheinland-pfälzischen Ortsgemeinde Bannberscheid aufgeführt. Grundlage ist die Denkmalliste des Landes Rheinland-Pfalz (Stand: 21. Dezember 2021).

## Einzeldenkmäler
| Bezeichnung | Lage               | Baujahr         | Beschreibung                                                                 | Bild            |
| ----------- | ------------------ | --------------- | ---------------------------------------------------------------------------- | --------------- |
| Wohnhaus    | Kirchstraße 1 Lage | 18. Jahrhundert | Fachwerkhaus, teilweise massiv und verputzt, im Kern aus dem 18. Jahrhundert | Fotos hochladen |